# Sedmice
Sedmice je kartaška igra s 32 karte, a porijeklom je iz Mađarske. Sedmice se karta u dvoje i četvero, ali je najpopularnija u četvero gdje se igra u paru.

## Pravila
Cilj igre je dostići određen broj osvojenih partija (uobičajeno je 5 ili 10 partija). Na početku igre dijele se svakom igraču 4 karte. Igrači se trude osvojiti štihove bacanjem iste karte ili sedmice. (Npr. bačena je desetka. Igrač može uzeti štih ili sedmicom ili desetkom).

Ako je igrač u mogućnosti on može bacati još jednu sedmicu ili istu kartu na protivničku kartu ili sedmicu. Takvo "pobijanje"
se može nastaviti sve dok netko ne baci drugu kartu. (Npr. Igra se u dvoje. Igrač 1 baca kralja. Igrač 2 baca sedmicu. Igrač 1 pobija sedmicu bacanjem drugog kralja).

Kada se završi štih, igrači vuku karte da imaju opet 4 karte u ruci. Kada se podijele sve karte, partija završava i zbroje se bodovi.

## Bodovanje i pobjeda
As i 10 vrijede 10 bodova, ostale karte ne vrijede ništa. Igrač koji ima više bodova dobiva rundu. Bodovi koje igrači dobivaju po rundi su:
- 1 bod: ako igrač ostvari više bodova nego drugi igrač

- 2 boda: Ako igrač sakupi 80 bodova
- 3 boda: ako igrač osvoji sve štihove

Postavljanje četiri kralja zaredom znače pobjedu za tim koji je stavio četvrtog kralja.